# Liebe auf den ersten Schrei
Liebe auf den ersten Schrei ist eine US-amerikanische Filmkomödie aus dem Jahr 1998. Die Regie führte Charlie Peters, der auch das Drehbuch schrieb. Die Hauptrollen spielten Jude Law, Jennifer Tilly und Gretchen Mol.

## Handlung
Der fünfjährige Danny ist dabei, als Anna Swan geboren wird. Er beschließt spontan, dass er sie in der Zukunft heiraten wird.
25 Jahre später trifft Danny die inzwischen mit Eric verlobte Anna wieder. Er kämpft um sie, zuerst erfolglos. Die blinde Schwester von Anna, Nina, lernt den Latino Jesus kennen, den sie später heiratet.
Die Kollegen von Danny raten ihm, dass er das Schicksal entscheiden lassen sollte, was die Frauen besonders mögen sollten. Sie geben ihm eine Münze, die auf beiden Seiten einen Kopf hat. Danny will zuerst die Münze nicht, dann nimmt er sie. Er sagt Anna, er werde sie nie wieder belästigen, sollte die Zahl fallen – sofern sie mit ihm zusammen komme, falls es der Kopf sein sollte. Anna willigt ein, lügt aber, es sei die Zahl.
Als Anna ihre Schwester mit Jesus glücklich sieht, geht sie zu Danny und verbringt mit ihm eine leidenschaftliche Nacht. In derselben Nacht stirbt Annas Mutter und Anna bekommt Schuldgefühle.
Danny gibt auf, er will die Stadt verlassen. Nina sagt Anna, wie sehr Danny Anna lieben und sie auch verändere, was alle außer Anna bemerkt hätten. Anna eilt zum Bahnhof, wo sie Danny rechtzeitig erreichen kann. Sie schlägt eine ähnliche Wette vor, wie er es einst getan hat. Danny schaut nicht auf die gefallene Münze, er überlegt es sich kurz und sagt, es sei der Kopf. Anna und Danny küssen einander.

## Kritiken
Dustin Putman bezeichnete den Film auf rec.arts.movies.reviews als frustrierend, die Handlung als lahm.
Dennis Schwartz bezeichnete den Film auf www.sover.net in seiner Kritik vom 21. März 2004 als harmlos und idiotisch. Jennifer Tilly in der Rolle einer blinden Frau fand er fehlbesetzt.
Die Redaktion von Cinema schrieb, der Zuckerguss wäre manchmal zu dick aufgetragen, aber lobte die großartigen Leistungen der Darsteller.